# Barbora Milotová
Barbora Milotová (* 26. September 1976 in Děčín, Tschechoslowakei) ist eine tschechische Schauspielerin und Fotografin.

## Leben
Barbora Milotová wurde 1976 in Děčín geboren, an der Grenze zur damaligen Deutschen Demokratischen Republik. Sie studierte an der Janáček-Akademie für Musik und Darstellende Kunst Brünn (JAMU) Schauspiel. In Brünn wurde sie Ensemblemitglied des Facka-Theaters (Divadlo Facka) und spielt auch im Generationentheater Feste. Später arbeitete sie am Brünner Polárka-Theater (Divadlo Polárka), das sich vor allem an Kinder richtet. Am Divadlo v 7 a půl spielte sie einige wichtige Rollen, unter anderem in Ibsens Nora, in Lolita oder in einer Inszenierung von Carlo del Ponte die Rolle der Anklägerin des Internationalen Strafgerichtshofs in Den Haag. Diese Rolle spielte sie auch im Celetná-Theater (Divadlo v Celetné) in Prag, wofür sie von der Kritik gefeiert wurde.
Mitte der 2000er Jahre begann sie als freiberufliche Kommentatorin für das tschechische Fernsehen zu arbeiten, beispielsweise für Kultura.cz oder Divadlo žije. Sie ist in Film- und Fernsehproduktionen zu sehen, wobei der Großteil der Rollen in Serien ist. Sie spielte in dem preisgekrönten Film Pouta mit und wurde für ihre Darbietung als Silvie für den Český lev („Böhmischer Löwe“) als Beste Nebendarstellerin nominiert. In dem erfolgreichen Film Charlatan hatte sie eine Nebenrolle als Krankenschwester.
Barbora Milotová arbeitet auch als Fotografin und hat ihre Werke bereits in mehreren Einzelausstellungen präsentiert.

## Filmografie
- 2009: Pouta
- 2020: Charlatan (Šarlatán)